# Jeffrey Epstein: Asquerosamente rico
Jeffrey Epstein: Asquerosamente rico (en inglés: Jeffrey Epstein: Filthy Rich) es una miniserie de documental web estadounidense sobre el agresor sexual Jeffrey Epstein. La miniserie se basa en el libro 2016 del mismo nombre de James Patterson, el cual es coescrito junto con John Connolly y Tim Malloy. Asquerosamente rico fue lanzada el 27 de mayo de 2020. El documental de cuatro partes presenta entrevistas con varios sobrevivientes, incluidas Virginia Giuffre y Maria Farmer, y el exjefe de policía Michael Reiter, una persona clave del primer caso criminal contra Epstein.

## Premisa
Asquerosamente rico cuenta la historia de los sobrevivientes de Jeffrey Epstein y cómo utilizó su riqueza y poder para cometer estos crímenes.

## Producción
La miniserie se basó en el libro de 2016 Filthy Rich: A Powerful Billionaire, Sex Scandal that Undid Him y All the Justice that Money Can Buy: The Shocking True Story of Jeffrey Epstein escritos por James Patterson y coescritos por John Connolly con Tim Malloy. Filthy Rich fue anunciada antes de la muerte de Epstein, y permaneció en producción nueve meses antes de su arresto. El proyecto se conocía inicialmente como The Florida Project, tomando precauciones ya que Epstein todavía estaba vivo, trabajando en un servidor secreto. También trabajaron en una habitación cerrada con cámaras y una caja fuerte para guardar materiales.